# Lysergic Emanations
Lysergic Emanations è il primo album in studio del gruppo musicale The Fuzztones, pubblicato nel 1985.

## Descrizione
Quasi tutti i brani sono cover di altri gruppi tranne Ward 81, Highway 69, Just Once e She's Wicked. 
Nel 1986 ne venne pubblicata sia in Europa che negli USA una seconda edizione con una diversa copertina, sempre disegnata da Rudi Protrudi, e contenente due brani aggiuntivi: Strychnine, cover di un brano dei Sonics, e As Time's Gone, cover di un brano dei Tropics.
Nel 1992 ne venne pubblicata un'edizione in formato CD con ulteriori brani aggiuntivi provenienti da una esibizione dal vivo al Peel Sessions e dalle sessioni di registrazione dell'album originale.

## Tracce
Edizione del 1985 pubblicata nel Regno Unito dalla ABC Records
1. 1-2-5 – 2:37 (Bob Burgess, Jurgen Peter) – Cover di un brano dei The Haunted del 1967
2. Gotta Get Some – 2:33 (Robert LaPalm, Steve Walker, Tim Griffin, Harding) – Cover di un brano dei The Bold del 1970
3. Journey to Tyme – 2:46 (testo: Jerry Smith, Mark Lee) – Cover di un brano di Kenny and the Kasuals del 1966
4. Ward 81 – 5:28 (Rudi Protrudi)
5. Radar Eyes – 2:31 (Jay Dillon, Jim McCarthy, Larry Kessler) – Cover di un brano dei The Godz del 1967
6. Cinderella – 2:56 (Gerry Roslie) – Cover di un brano dei The Sonics del 1966
7. Highway 69 – 2:55 (Mike Chandler, Rudi Protrudi)
8. Just Once – 5:23 (Danny Trash, Rudi Protrudi)
9. She's Wicked – 3:15 (Mike Chandler, Rudi Protrudi)
10. Living Sickness – 3:17 (Jerry Smith) – Cover di I'm Living Sickness dei The Calico Wall

Durata totale: 33:41
Edizione del 1992
Brani aggiuntivi:
13 - Bad News Travels Fast - 2:39
14 - She's Wicked - 3:15
15 - Epitaph for a Head - 1:48
16 - Cinderella - 2:56
17 - Green Slime - 2:16

## Formazione
- Rudi Protrudi: voce, chitarra, armonica
- Michael Jay: basso
- Ira Elliot: batteria
- Deb O'Nair: organo
- Elan Portnoy: chitarra